# Olle Olsson (konstnär)
Olof (Olle) Folke Olsson, ofta kallad Olle F Olsson, född 18 november 1919 i Vittangi i Norrbottens län, död 26 september 1977 i Stockholm, var en svensk konstnär.

## Biografi
Olle Olsson var son till folkskolläraren Axel Olsson och Elin Isaksson. Han studerade vid Slöjdföreningens skola i Göteborg 1940–1942 och vid Valands målarskola 1946–1948 samt vid Konsthögskolan i Stockholm 1948–1953 och under ett flertal studieresor till bland annat Italien, Frankrike och Spanien. Han medverkade i utställningarna Unga göteborgare på Lorensbergs konstsalong, Tio Unga i Skara och Nationalmuseums Unga tecknare och i utställningar arrangerade av Östersunds konstklubb och Jämtlands läns konstförening. Han var representerad i Valands grafikportfölj 1948 med ett blad. Bland hans offentliga arbeten märks utsmyckningar på Ringbaren i Stockholm och Sveabåten M/S Birger Jarl. Tillsammans med Martin Holmberg utförde han en väggmosaik i Östersunds praktiska skola och tillsammans med Birgit Broms väggmålningar i Vaggeryds samrealskola.
Olsson har genom erhållit bland annat akademins akvarellstipendium, Stockholm stads kulturstipendium samt Tobaksbolagets Greklandsstipendium. 

### Separatutställningar
- 1963 – Jämtlands läns museum
- 1964 – Galerie Prisma, Stockholm
- 1966 – Galerie Doktor Glas, Stockholm
- 1967 – Galerie Doktor Glas, Stockholm